# Cry Wolf (1947)
Cry Wolf is een Amerikaanse mysteryfilm in zwart-wit uit 1947 onder regie van Peter Godfrey. De film is gebaseerd op de gelijknamige roman uit 1945 van Marjorie Carleton en werd destijds in Nederland uitgebracht onder de titel Kreten in de nacht.

## Verhaal
Sandra Marshall ontvangt het nieuws dat James Demarest zojuist is overleden en reist naar het huis van zijn familie om zijn oom Mark Caldwell te vertellen dat ze in het geheim was getrouwd met James. Hoewel ze een trouwcertificaat toont als bewijs, gelooft Mark haar claim niet. Sandra trouwde jaren eerder met James vanwege financiële redenen: James kon zijn familiefortuin pas ontvangen op het moment dat hij getrouwd was. Naar haar zeggen had hij haar een deel van zijn fortuin beloofd als ze met hem trouwde. De afspraak was om na zes maanden te scheiden, maar er zijn nu pas vijf maanden verstreken, waardoor er een fortuin van $2 miljoen op het spel staat.
Al gauw merkt Sandra vreemde zaken op in het huis: zo snapt ze niet waarom James in een gesloten kist is begraven als hij aan een longontsteking is overleden - een ziekte die zijn lichaam van buiten intact zou hebben gehouden. Bovendien vertoont Julie, de jongere zus van James, opmerkelijk gedrag en is het duidelijk dat Mark haar in zijn macht heeft en geen toestemming heeft om het huis te verlaten. 
Op een nacht zoekt Julie toevlucht bij Sandra en beweert een afgrijslijke kreet te hebben gehoord in Marks lab. Op dat moment hoort Sandra de kreet zelf ook. Julie confronteert Mark de volgende dag, maar hij beweert dat ze het zich heeft ingebeeld. Ondertussen vindt Sandra sporen van leven in de kamer van James en ook Julie deelt deze overtuiging. Mark geeft Sandra de schuld van Julie's wantrouwen en waarschuwt haar zich niet te bemoeien met de familiezaken.
Diezelfde nacht luistert ze een verdacht gesprek tussen Mark en knecht Jackson Laidell af. Op hetzelfde moment valt Julie uit de raam van haar slaapkamer en overlijdt. Mark concludeert dat het gaat om een ongeluk, maar Sandra is ervan overtuigd dat hij verantwoordelijk is voor haar dood. Vlak na haar begrafenis vertelt Mark plotseling dat er inmiddels bewijs is gevonden van Sandra's huwelijk met James en biedt hij zijn excuses aan haar aan. Kort daarna komt Sandra tot de ontdekking dat Jim nog steeds in leven is maar mentale problemen heeft. Mark geeft toe dat de familie een list heeft verzonnen om Jim ver weg van de buitenwereld te houden vanwege zijn mentale toestand; het zou namelijk een schandaal veroorzaken die de carrière van de familieleden op spel zou zetten. Op datzelfde moment valt Jim het tweetal aan; een worsteling volgt waarbij Jim overlijdt.

## Rolverdeling
| Acteur           | Personage                   |
| ---------------- | --------------------------- |
| Errol Flynn      | Mark Caldwell               |
| Barbara Stanwyck | Sandra Marshall             |
| Geraldine Brooks | Julie Demarest              |
| Richard Basehart | James Caldwell Demarest     |
| Jerome Cowan     | Senator Charles Caldwell    |
| John Ridgely     | Jackson Laidell             |
| Patricia Barry   | Angela (als Patricia White) |
| Rory Mallinson   | Becket                      |
| Helene Thimig    | Marta                       |
| Paul Stanton     | Davenport                   |
| Barry Bernard    | Roberts                     |

## Productie
De rechten van het boek werden in de nazomer van 1945 door Warner Brothers speciaal voor Barbara Stanwyck en Dennis Morgan gekocht. Morgan werd in 1946 vervangen door Errol Flynn. Deze film was de enige waarin Flynn en Stanwyck samenwerkten. Hoewel filmhistorici beweerden dat het duo aanvankelijk niet goed met elkaar overweg kon vanwege een persoonlijke vete tussen Flynn en Stanwycks echtgenoot Robert Taylor, vertelde Stanwyck in latere interviews met warme gevoelens terug te kijken naar haar samenwerking met de acteur.
De draaiperiode was van mei tot en met augustus 1946.

## Ontvangst
Hoewel de film genoeg geld in het laatje bracht, kreeg hij negatieve kritieken van de Amerikaanse pers. Zodoende raakte de film al gauw in vergetelheid. Ook in Nederland kreeg de film nauwelijks aandacht van de pers. Een enkele review verscheen in Het Parool, waarin de recensent het een boeiende film noemde: "Een en ander houdt de zaal stellig een uurtje in spanning en dat is al weer heel wat."